# Maricultura

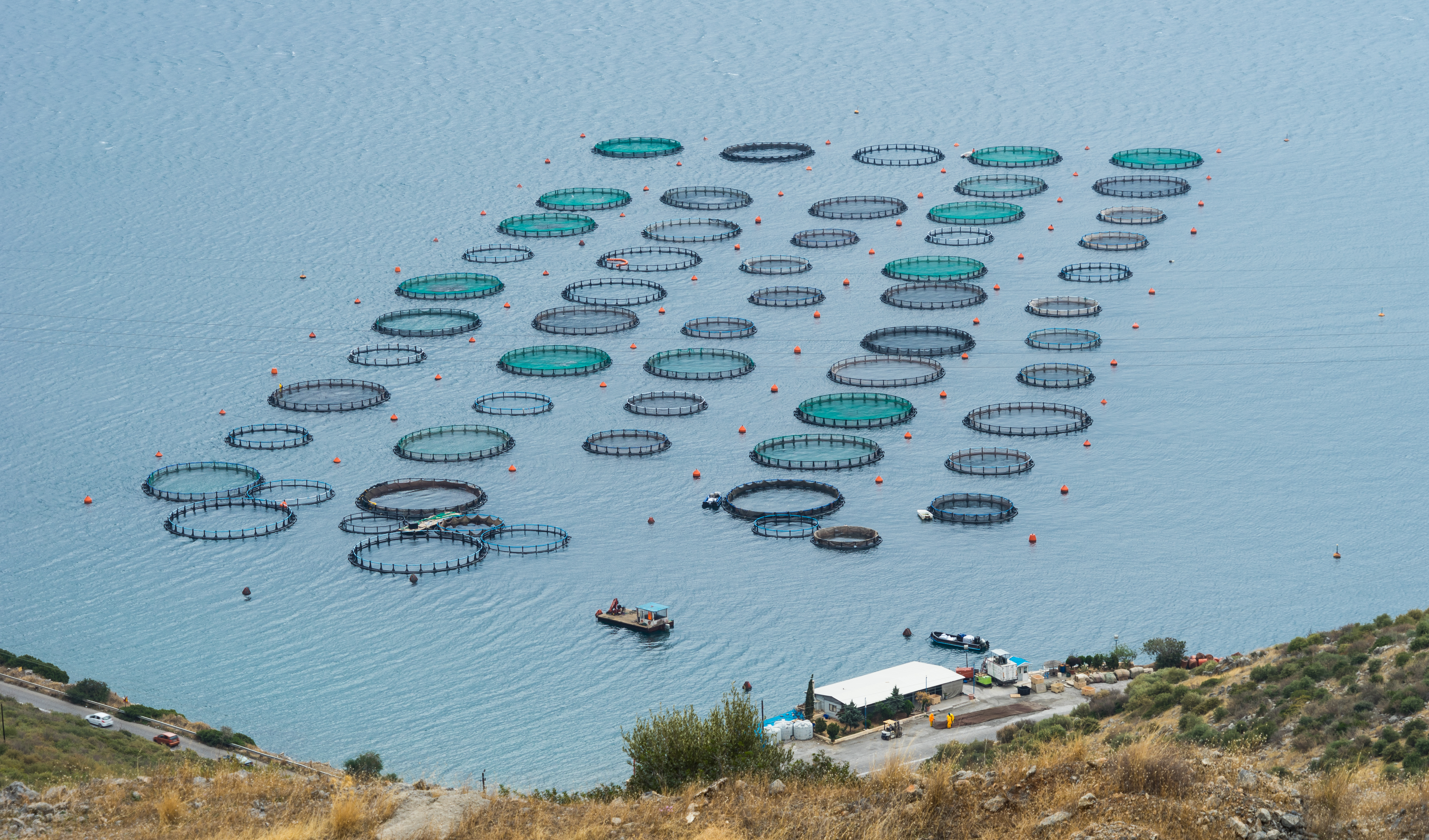
Maricultura na Grécia

A maricultura é um ramo especializado da aqüicultura que envolve o cultivo de organismos marinhos para alimento e outros produtos em mar aberto, uma seção fechada do oceano, ou em tanques, lagoas ou pistas que são preenchidos com água do mar. Um exemplo deste último é o cultivo de peixes marinhos, incluindo peixes e moluscos como camarões, ou ostras e algas marinhas em tanques de água salgada. Os produtos não alimentares produzidos pela maricultura incluem: farinha de peixe, ágar nutriente, joalharia (por exemplo, pérolas) e cosméticos.